# 渡部雄吉
渡部 雄吉（わたべ ゆうきち、1924年（大正13年）2月18日 - 1993年（平成5年）8月8日）は、日本の写真家。

## 来歴
山形県酒田市生まれ。1943年、写真工房東京光画社へ入社し、写真家となる。1950年にフリーとして独立後、雑誌や写真集で作品を発表。1992年、紫綬褒章受章。1993年、死去。
茨城県水戸市千波湖のバラバラ殺人事件を捜査する刑事を撮影し、雑誌『日本』（1958年6月号）に掲載された写真が、2011年、写真集『A Criminal Investigation』（Éditions Xavier Barral）としてまとめられ、再度注目を集める。

## 略年譜
- 1924年2月18日 - 山形県酒田市に生まれる。
- 1943年 - 写真工房 東京光画社に入社。
- 1947年 - 写真家田村茂の助手となる。
- 1950年 - フリーとして独立、『現代』、『文藝春秋』、『中央公論』などの総合雑誌に作品を発表。
- 1959年 - ヴェネツィア「国際写真ビエンナーレ」に出品、ウィーン「世界青年平和写真展」報道写真部門でグランプリを受賞。
- 1960年 - 初の海外旅行でエジプト、アフリカを取材。
- 1962年 - 雑誌『太陽』創刊号のため、アラスカエスキモーの取材を行う。
- 1972年 - 作品集『神楽』のため日本全国の民俗行事である神楽の取材を開始。
- 1974年 - 作品集『大いなるエジプト』で日本写真協会年度賞受賞。
- 1989年 - 作品集『神楽』で日本写真協会年度賞と東川賞国内作家賞を受賞。写真誕生150周年記念事業で世界の写真家54人に選ばれ顕彰される。
- 1992年 - 紫綬褒章受章。
- 1993年8月8日 - 死去。

## 写真集
- アラス カエスキモー（1979年、朝日ソノラマ、ソノラマ写真選書20）
- ステンドグラス（1982年、小学館）
- 巴里物語（1986年、グラフィック社）
- イタリア古都紀行（1990年、クレオ）
- A Criminal Investigation（2011年、Éditions Xavier Barral) ISBN 9782915173826
- 張り込み日記　Stakeout Diary（2013年、roshin books）ISBN 9784990723002
- 張り込み日記（2014年、ナナロク社）ISBN 9784904292525